# Amphinemura cryptocercia
Amphinemura cryptocercia is een steenvlieg uit de familie beeksteenvliegen (Nemouridae). De wetenschappelijke naam van de soort is voor het eerst geldig gepubliceerd in 1938 door Wu.